# Батиална зона
Батиалната зона(на гръцки: βαθύς, bathýs — «дълбок»)  е зона от Световния океан, заемаща междинно положение между континенталния шелф (плитководната зона) и абисалната зона (дълбоководната зона) на дълбочина от 200 до 3000 m. Заема около 17% от площта на Световния океан. Геоморфоложки съответства на континенталния склон, който на някои места е много стръмен. Нейната повърхност е силно разчленена от нагъвателно-блоковите движения на земната кора, с изобилие от подводни долини, каньони и ждрела. В настоящето терминът батиална зона се среща предимно в хидробиологията като наименование на организмите, предпочитащи дълбините на океана в пределите от 200 до 2500 – 3000 m дълбочина. Характеризира се със следните екологични условия: значително налягане (до 25 Mh/m², т.е. до ~ 250 kgs/sm²), почти пълно отсъствие на светлина, незначителни сезонни колебания на температурата и плътността на водата, относително слаба, но значително по-голяма, отколкото в абисалната зона, подвижност на водата, неравномерна покривка от дънни наслаги, предимно от тиня и по-малко от пясък. В зоната преобладават разнообразни представители на зообентоса, много видове риби, преходни с абисалната зона. Растителността е много бедна поради слабата или пълната липса на светлина.